# Julie Siegfried
Julie Siegfried (Luneray, França, 13 de fevereiro de 1848 - Paris, França, 28 de maio de 1922) foi uma activista e feminista francesa, conhecida por ter exercido a presidência do Conseil National des femmes françaises (Conselho Nacional das Mulheres Francesas) entre 1913 e 1922.

## Biografia
Nascida a 13 de fevereiro de 1848, na pequena cidade, de maioria protestante, de Luneray, a alguns quilómetros de Dieppe, na região histórica da Normandia, em França, Louise Henriette Julie Puaux, conhecida como Julie, era filha de François Puaux, pastor da Igreja Reformada de Luneray, e de Marie Mathilde Léorat, ambos descendentes de famílias burguesas, protestantes calvinistas, antimonárquicas e anticatólicas. Era a mais nova dos três filhos do casal, sendo irmã de Louise (1837-1914) e de Frank Puaux (1844-1922), pastor, teólogo e historiador do Protestantismo.
A 2 de fevereiro de 1869, Julie Puaux casou-se com o empresário e político protestante, oriundo da Alsácia, Jules Siegfried (1837-1922) em Alès, Gard. Após o seu casamento, o casal fixou-se na cidade de Le Havre.
Em 1870, Jules Siegfried foi eleito presidente da câmara de Le Havre e em 1875, do seu casamento, nasceu o único filho do casal, André Siegfried, reconhecido posteriormente pelo seu trabalho como escritor e comentador da política americana, canadiana e britânica. Por essa ocasião, Julie Siegfried começou a focar as suas energias e esforços em várias causas feministas, nomeadamente na luta pelo acesso à educação para o sexo feminino, ajudando a angariar fundos para um colégio de aprendizagem, uma escola primária e a edificação da primeira escola secundária para meninas, na localidade onde vivia.
Pouco depois, em 1885, o seu marido foi eleito deputado no Parlamento francês, obrigando a família Siegfried a mudar-se para Paris. Inicialmente, a família estabeleceu-se num apartamento localizado no nº 6 da rotunda dos Champs-Élysées, mudando-se mais tarde para o nº 226 da Boulevard Saint-Germain.
Durante esse período, Julie Siegfried atuou publicamente e ativamente em várias organizações e ações de propaganda feminista. Participou em várias conferências em Versalhes, organizadas por Sarah Monod, colaborou com a revista La Femme e trabalhou com a Union française pour le sufrage des femmes - UFSF (União Francesa para o Sufrágio Feminino) e, mais proeminentemente, com o Conseil National des femmes françaises - CNFF (Conselho Nacional das Mulheres Francesas), tendo exercido como presidente eleita de 1913 até ao ano da sua morte em 1922. Foi também eleita vice-presidente do Conselho Internacional de Mulheres e ainda presidiu a Liga para a Educação Moral.
Como presidente da maior organização feminista de França, com 21 mil membros em 1900 e quase 100 mil em 1914, os seus objetivos incluíam obter a prestação de apoios para as mulheres carenciadas, criar melhorias na prestação de serviços de saúde, sobretudo para mães e crianças, facultar o livre acesso à educação, reivindicar melhores condições de trabalho, obter o total desbloqueio das profissões e áreas de ensino superior vedadas ao sexo feminino, e acima de tudo obter o direito ao voto feminino.
Apoiada pelo seu marido, Julie Siegfried levou a sua campanha pelo sufrágio feminino ao parlamento, conseguindo pela primeira vez que a moção fosse apresentada e recebida na câmara baixa da Assembleia Nacional em 1909. Apesar do feito ter tido uma recepção calorosa e positiva, não houve uma votação, sendo meramente discutida a possibilidade das mulheres terem o direito ao voto num futuro próximo.  Nos anos que se seguiram, a activista feminista voltou a tentar por várias ocasiões levar a sua revindicação por meios legais ao parlamento francês.
Com o despoletar da Primeira Grande Guerra, Julie Siegfried transferiu momentaneamente o foco das ações de várias organizações feministas para a ajuda humanitária, recolhendo donativos e medicamentos para os militares destacados na frente da guerra, auxiliando as famílias destes e ainda as vítimas da guerra, para além de ter sido uma das principais vozes a apoiar o papel das mulheres com o esforço de guerra e a oportunidade que esse advento poderia lhes trazer na sua reivindicação de direitos. Durante esse período, participou em ações pacifistas e no Congresso de Mulheres dos Aliados no Serviço de Guerra, ao lado das ativistas Virginia Vanderbilt, Edith Balfour Lyttelton, Edith Wharton, Edith Roosevelt, Katharine Stewart-Murray e Ray Strachey, entre outras.
Após a guerra, em 1919, Julie Siegfried foi nomeada pela legião de honra francesa, em reconhecimento pelo seu trabalho como presidente e fundadora de várias organizações de apoio às mulheres e de esforço de guerra.
No mesmo ano, o sufrágio feminino obteve o voto favorável da câmara baixa. No entanto, mesmo após a legislação necessária ter sido aprovada, a moção foi bloqueada pela câmara alta do Senado, sendo argumentado que os deveres das mulheres, considerados então apenas os de mãe e esposa, eram incompatíveis com o exercício desse direito. O direito ao voto feminino foi apenas aprovado e legislado em 1945.
Julie Siegfried faleceu a 28 de maio de 1922, em Paris, apenas quatro meses após o seu marido e companheiro de vida.